# Факула Ликт

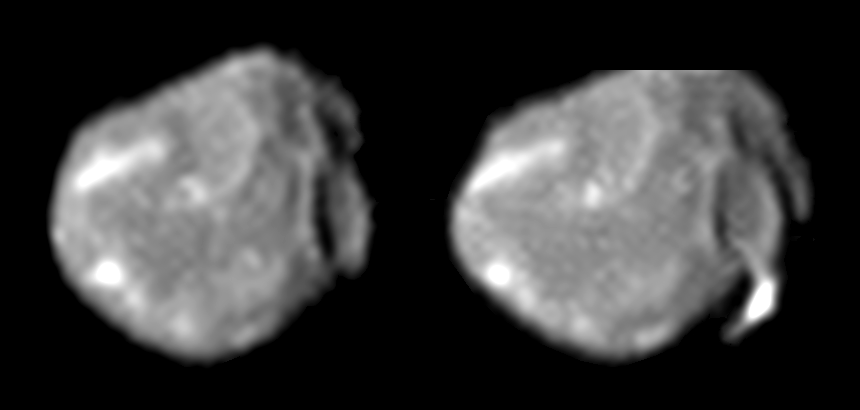
Снимки «Галилео», 1999. Факула Ида — слева вверху, факула Ликт — слева внизу

Ликт (лат. Lyctos Facula) — факула (яркое пятно) на спутнике Юпитера Амальтеи. Размер — около 25 км. Превышает по яркости окружающую местность в 1,5 раза (в ярких местах). Находится на том конце Амальтеи, который направлен от Юпитера (координаты 20° S, 170° E). Факула расположена на хребте, который простирается вдоль меридиана. Является одной из двух наименованных факул Амальтеи (вторая — факула Ида). Впрочем, на Амальтеи есть более крупные и более яркие, но безымянные светлые области.
Факула Ликт была обнаружена на снимке, сделанном космическим аппаратом «Вояджер-1» в 1979 году. В дальнейшем её заснял аппарат «Галилео», исследовавший систему Юпитера в период с 1995 по 2003 год.
Эта факула названа именем критского города Ликт, вблизи которого вырос Зевс. Это связано с решением Международного астрономического союза называть детали поверхности Амальтеи именами лиц и местностей, которые фигурируют в мифах про Амальтею — козу, молоком которой кормили маленького Зевса. Изначально объект назывался просто «Ликт» (Lyctos); это название было утверждено Международным астрономическим союзом в 1979 году. В 1985 году для наименования деталей поверхности Ганимеда был введен в употребление термин «факула», и через некоторое время его добавили и к названиям ярких пятен на Амальтеи. Таким образом, сейчас объект называется «факула Ликт» (Lyctos Facula). Кроме того, в популярной литературе встречается название Mons Lyctos («гора Ликт»).
Происхождение факулы Ликт, как и других ярких пятен на Амальтеи, неизвестно. Возможно, яркое вещество было выброшено на поверхность метеоритным ударом. По другой версии, яркость этой факулы, как и соседней факулы Ида, связана с их расположением на возвышенностях. Возможно, вещество, покрывающее поверхность Амальтеи, постепенно перемещается с возвышенностей вниз, и на поверхности оказывается более светлое вещество с глубин. Подобная зависимость альбедо от высоты наблюдается и на других малых телах Солнечной системы, например, на Деймосе и Гаспре. Кроме большой яркости, факулы Амальтеи отличаются менее красным, чем у окраин, оттенком.